# Ancalagon minor
Ancalagon minor (лат.) — вымерший вид приапулид, обнаруженный в кембрийских сланцах Бёрджес.
Поскольку он внешне напоминает современных внутренних паразитов, известных как акантоцефалы или колючеголовые, A. minor одно время считался непаразитическим предком акантоцефалов или похожим на их гипотетического предка. Два экземпляра Ancalagon известны из Большого пласта филлопод, где они составляют <0,01 % сообщества.
Наряду с другими кембрийскими червями, такими как Ottoia, Selkirkia, Louisella, Fieldia, Scolecofurca и Lecythioscopa этот организм может принадлежать кладе так называемых «Archaeopriapulida» — стем-группы приапулид. Однако морфологическое сходство этих организмов с их современными собратьями примечательно, особенно для сланцах Бёрджес. Филогенетический анализ не позволяет подробно изучить родственные связи между этими базальными червями.

## Этимология
Родовое название дано в честь дракона Анкалагона из Средиземья в легендариуме Дж. Р. Р. Толкина в связи с заметными рядами крючков на хоботке червя. Изначально этот вид был отнесён к роду Ottoia как Ottoia minor, но был исключен Саймоном Конвеем Моррисом, который отметил морфологические различия.

## Морфология
У Ancalagon стройное, цилиндрическое, радиально-симметричное тело длиной в среднем 6 см. Его хоботок вооружён в передней части околоротовыми крючками. Таких крючков около десяти, они одинакового размера и с выступающими основаниями. Непосредственно за ними находится свободное пространство, за которым располагаются направленные назад шипастые крючки. Кольца хоботка расположены с интервалом от 0,2 до 0,25 мм, имеются ряды щетинок, возможно, выполнявших сенсорные функции. Очевидное отсутствие мышц-ретракторов коррелирует с неспособностью Ancalagon сильно выгибать хоботок. Это животное, вероятно, являлось роющим хищником.